# Acer oblongum
Acer oblongum es una especie de árbol perteneciente a la familia de las sapindáceas.

## Descripción
Acer oblongum es un árbol de hoja perenne que forma un arbusto, pero también puede convertirse en un árbol alcanzando una altura de unos cinco metros. Tiene las hojas coriáceas, que van desde simples a trilobuladas. Las hojas son normalmente de color gris verdoso. 

## Distribución
Esta especie se encuentra en las regiones montañosas de Asia, al pie del Himalaya occidental, en Nepal, Cachemira, en la India, Pakistán y el suroeste de China. 

## Taxonomía
Acer oblongum fue descrita por Wall. ex DC. y publicada en Prodromus Systematis Naturalis Regni Vegetabilis 1: 593, en el año 1824.
Etimología
Acer: nombre genérico que procede del latín ǎcěr, -ĕris = (afilado), referido a las puntas características de las hojas o a la dureza de la madera que, supuestamente, se utilizaría para fabricar lanzas. Ya citado en, entre otros, Plinio el Viejo, 16, XXVI/XXVII, refiriéndose a unas cuantas especies de Arce.
oblongum: epíteto latíno que significa "oblongo".
Variedades aceptadas
- Acer oblongum var. oblongum

Sinonimia
| - Acer albopurpurascens Hayata - Acer buergerianum subsp. formosanum (Hayata ex Koidz.) A.E.Murray & Lauener - Acer buergerianum var. formosanum (Hayata ex Koidz.) Sasaki - Acer buergerianum var. formosanum (Hayata ex Koidz.) Rehder - Acer buzimpala Buch.-Ham. ex D.Don - Acer hypoleucum Hayata - Acer itoanum (Hayata) H.L.Li - Acer laikuanii Y.Ling - Acer lanceolatum Molliard - Acer laurifolium D.Don - Acer litseifolium Hayata - Acer nepalense Dippel - Acer oblongifolium Dippel - Acer oblongum var. concolor Pax - Acer oblongum f. concolor (Pax) Schwer. - Acer oblongum f. glaucum Schwer. - Acer oblongum var. itoanum Hayata - Acer oblongum var. laosianum Lecomte - Acer oblongum var. latialatum Pax - Acer oblongum var. membranaceum Banerji - Acer oblongum var. microcarpum Hiern - Acer oblongum f. microcarpum (Hiern) Schwer. - Acer oblongum var. pachyphyllum W.P.Fang - Acer trifidum var. formosanum Hayata ex Koidz. - Acer trifidum var. integrifolium Makino - Euacer laevifolium Opiz |